# Faustino Anderloni

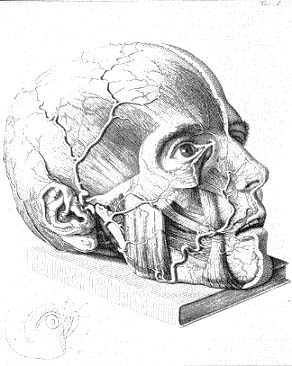
Kupferstich aus einem medizinischen Werk von Antonio Scarpa, 1801

Faustino Anderloni (* 1766 in Sant’Eufemia, Brescia; † 9. Januar 1847 in Pavia) war ein italienischer Kupferstecher, der vor allem für seine naturwissenschaftlichen Illustrationen bekannt ist.
Faustino Anderloni, Sohn eines wohlhabenden Bauern, erhielt seine Ausbildung zunächst in Brescia, dann in Mailand bei Pietro Becceni und Vincenzo Vangelisti, bei dem er die Schraffurtechnik erlernte, die er bei Giuseppe Longhi verfeinerte. Ab 1784 war er in Pavia tätig, wo er Illustrationen zu naturwissenschaftlichen Werken des Anatomen Antonio Scarpa (Anatomicae Disquisitiones, 1782; Tabulae Neurologicae, 1794; De penitiori ossium structura, 1791) und von Giovanni Antonio Scopoli (Deliciae florae et faunae insubricae, 1786–88) stach. 1795 bis 1801 lebte er in Mailand, danach erneut in Pavia, wo er von 1801 bis 1830 Zeichnen an der Universität unterrichtete Er setzte, teilweise in Zusammenarbeit mit seinem Bruder Pietro seine Tätigkeit als Illustrator von Werken Scarpas fort (Saggio di osservazioni ed esperienze sulle principali malattie degli occhi, 1801; Osservazioni e riflessioni anatomiche chirurgiche sull'Aneurisma, 1804).
Daneben schuf er auch Portraits und Nachstiche nach bekannten Gemälden.
Giovita Garavaglia war sein Schüler und Schwager.